# Maupasia isochaeta
Maupasia isochaeta är en ringmaskart som först beskrevs av Reibisch 1895. Enligt Catalogue of Life ingår Maupasia isochaeta i släktet Maupasia och familjen Lopadorrhynchidae, men enligt Dyntaxa är tillhörigheten istället släktet Maupasia och familjen Lopadorhynchidae. Arten har ej påträffats i Sverige. Inga underarter finns listade i Catalogue of Life.